# Bellovacusok
Bellovacusok, ókori belga törzs, amely a rómaiak ellen 100 000 fegyverest állított ki. A Róma-ellenes felkeléskor övék volt a vezető szerep. Julius Caesar kíméletes bánásmóddal akarta megnyerni őket, de azért mégis részt vettek a gallok általános lázadásában. Főbb városaik Augustomagus, Bratuspantium és Caesaromagus voltak.